# Diphasia thornelyi
Diphasia thornelyi är en nässeldjursart som beskrevs av James Cunningham Ritchie 1909. Diphasia thornelyi ingår i släktet Diphasia och familjen Sertulariidae. Inga underarter finns listade i Catalogue of Life.